# Phantastische Tierwesen (Filmreihe)
Die Filmreihe Phantastische Tierwesen ist eine Fantasy-Filmreihe, die 2016 mit dem Film Phantastische Tierwesen und wo sie zu finden sind begonnen wurde. Ihre Handlung sollte insgesamt eine Zeitspanne von 19 Jahren umfassen und als Vorgeschichte zur Harry-Potter-Filmreihe dienen. Die Filmreihe enthält Elemente aus dem gleichnamigen Buch, das von der Autorin der Harry-Potter-Romane, Joanne K. Rowling, als Begleitwerk zur Roman-Serie geschrieben wurde.
Geplant als eine Reihe in fünf Teilen, wurde die Produktion der Reihe nach den enttäuschenden Umsätzen für den zweiten und dritten Teil gestoppt.

## Überblick
Phantastische Tierwesen und wo sie zu finden sind, der erste Film der Reihe mit Eddie Redmayne in der Rolle von Newt Scamander, kam am 17. November 2016 in die deutschen Kinos. Mit dem Film gab J. K. Rowling ihr Debüt als Drehbuchautorin. Die Regie führte David Yates, der diese Arbeit auch bei den vier folgenden Filmen übernehmen sollte. Der erste Film der Reihe spielt in New York, der zweite Teil hauptsächlich in London und Paris. Als Nebenort der Handlung kommt auch wieder New York vor, ebenso Hogwarts und Schloss Nurmengard in Österreich.
| Nr. | Premiere      | Titel                                             | Originaltitel                               | Regie       | Drehbuch                         |
| --- | ------------- | ------------------------------------------------- | ------------------------------------------- | ----------- | -------------------------------- |
| 1   | 8. Nov. 2016  | Phantastische Tierwesen und wo sie zu finden sind | Fantastic Beasts and Where to Find Them     | David Yates | Joanne K. Rowling                |
| 2   | 8. Nov. 2018  | Phantastische Tierwesen: Grindelwalds Verbrechen  | Fantastic Beasts: The Crimes of Grindelwald | David Yates | Joanne K. Rowling                |
| 3   | 29. März 2022 | Phantastische Tierwesen: Dumbledores Geheimnisse  | Fantastic Beasts: The Secrets of Dumbledore | David Yates | Joanne K. Rowling & Steve Kloves |

## Handlung

### Phantastische Tierwesen und wo sie zu finden sind
Im ersten Film der Reihe besucht der exzentrische Magizoologe Newt Scamander die US-amerikanische Stadt New York. Als einige magische Kreaturen aus seinem verwitterten Koffer entkommen, verursacht dies Chaos in der Stadt. Scamander wird verhaftet und zum MACUSA gebracht, dem Magischen Kongress der Vereinigten Staaten von Amerika. Dort fordert ihn dessen Präsidentin Seraphina Picquery auf, ihr seinen Koffer auszuhändigen. Ihm wird vorgeführt, für welche Vorfälle seine entflohenen Tierwesen verantwortlich sind, aber aufgrund seiner weitreichenden Kenntnisse wird Scamander schnell klar, dass sie nicht an allem Ungewöhnlichen schuld sein können, das sich in New York ereignet.

### Phantastische Tierwesen: Grindelwalds Verbrechen
Im Jahr 1927, ein paar Monate, nachdem Newt Scamander den dunklen Zauberer Gellert Grindelwald gefangen nehmen konnte, gelingt diesem eine sensationelle Flucht. Grindelwald versucht, Anhänger um sich herum zu sammeln, die ihn bei seinen Plänen zum Wohl der Zauberwelt, jedoch gegen Nichtzauberer, unterstützen. Der einzige Zauberer, der ihn aufhalten könnte, ist Albus Dumbledore, den er einst seinen liebsten Freund genannt hatte. Um dies zu tun, braucht Dumbledore Unterstützung, und zwar von Scamander, dem es schon einmal gelungen war, Grindelwald gefangen zu nehmen. Der Versuch, Grindelwald zu stellen, vereint Scamander auch wieder mit Jacob Kowalski sowie Tina und Queenie Goldstein.

### Phantastische Tierwesen: Dumbledores Geheimnisse
Grindelwald versucht die Macht an sich zu reißen, mit dem Plan, das Oberhaupt der Magischen Zauberervereinigung zu werden. Newt Scamander und seine Mitstreiter versuchen dies gemeinsam mit Dumbledore zu verhindern. Doch steht der Blutschwur mit Grindelwald Dumbledore im Weg.

## Figuren
Durch das Spin-off eröffnen sich völlig neue Möglichkeiten der Einführung einer Reihe von neuen Figuren, die jedoch nicht die Zauberschule in Hogwarts besuchen, sondern die amerikanische Schule der Zauberei. Im ersten Film geht es fast ausschließlich um Figuren, die in den Filmen, die auf der Harry-Potter-Reihe basieren, nicht vorkommen. Lediglich Albus Dumbledore spielt im zweiten Film eine Rolle; der Schwarzmagier Gellert Grindelwald wurde in der Harry-Potter-Reihe nur kurz gezeigt. Neben einer Reihe von Menschen – Magiern und Nichtmagiern – und menschenähnlichen Wesen wie Kobolden, schuf Rowling einige Tierwesen speziell für die Filmreihe und die zugehörigen Begleitwerke, die in Amerika, Afrika, Australien und Asien beheimatet sind. Unter den Tierwesen finden sich mehrere mit individuellen Namen, so Scamanders Thunderbird Frank, sein Demiguise Dougal und die Bowtruckles Pickett, Titus, Jeremy, Marlow und Tom.

### Menschen
Newton Artemis Fido Lurch „Newt“ Scamander: Der exzentrische weitgereiste Zauberer und Fachmann für magische Tiere wurde im Jahr 1897 geboren, gehörte in Hogwarts zum Hause Hufflepuff und kennt Albus Dumbledore, der ihm sehr zugetan ist. Scamander wird allerdings später wegen der Gefährdung von Menschenleben durch ein Tierwesen von der Schule verwiesen und reist hiernach auf der Suche nach magischen Tieren durch die Welt, stets begleitet von einem reparaturbedürftigen Koffer, der über ein Muggle-gerechtes Schloss verfügt. Im Alter von 29 Jahren reist er nach New York und lernt hier eine Reihe von Personen kennen, die ihn nicht nur bei seinen Forschungen und bei der Jagd auf Tierwesen unterstützen, sondern auch in seinem späteren Leben eine wichtige Rolle spielen sollen. Aus den auf den Reisen gesammelten Schriften über magische Tiere entsteht sein Buch Magical Beasts, welches das Standardwerk über die magische Tierwelt wird und 70 Jahre später auch von Harry Potter in der Schule gelesen werden soll. Scamander fühlt sich bei seinen Tierwesen und Kreaturen wohler als in der Gegenwart anderer Menschen. Newt Scamander lebt noch heute. Die Rolle von Newt Scamander wurde mit dem britischen Oscar-Preisträger Eddie Redmayne besetzt.
Jacob Kowalski: Ein mit Newt Scamander befreundeter No-Maj (US-amerikanisches Englisch für Muggel), der ihn auf seinen Abenteuern in New York begleitet. Der optimistische Fabrikarbeiter lernt das Backhandwerk und entdeckt nach seiner Bekanntschaft mit Newt und anderen Zauberern eine völlig neue Welt. Hierdurch kommt der Figur eine besondere Bedeutung zu, die dem Publikum hilft, in der magischen Welt immer wieder Neues zu entdecken, da Jacob, wie der Zuschauer selbst, kein Zauberer, sondern in dieser Welt ein Außenseiter ist, der hier ständig neue Wunder erlebt. Jan Kowalski, ein polnischer Adeliger, ist ein Verwandter von Jacob. Jacobs Rolle wurde an den Tony-Award-Preisträger Dan Fogler vergeben.
Porpentina Goldstein: Eine gebürtige US-Amerikanerin, die Newt Scamander 1926 in New York kennenlernt, später seine Ehefrau wird und mit ihm nach England zieht. Porpentina ist ebenfalls eine Zauberin, ist sehr bodenständig und praktisch veranlagt. Von ihren Freunden und ihrer Familie wird sie Tina genannt. Sie ist eine entfernte Verwandte von Anthony Goldstein, der zum Hause Ravenclaw gehört und in Harry Potter und der Orden des Phönix Dumbledores Armee beitritt. Sie selbst besuchte, wie auch ihre Schwester Queenie, die amerikanische Zauberschule Ilvermorny. Tina ist eine ehrgeizige Mitarbeiterin des Magischen Kongresses der Vereinigten Staaten von Amerika (MACUSA), dem Gegenstück zum englischen Zaubereiministerium. Tina wurde zu Arbeiten verdonnert, die weit unter ihren Fähigkeiten liegen, nachdem sie sich für eine falsche Person einsetzte. Die Rolle von Scamanders späterer Ehefrau wurde an Katherine Waterston vergeben.
Queenie Goldstein: Porpentinas jüngere Schwester wohnt mit dieser zusammen, ist ein großherziger Freigeist und eine versierte Gedankenleserin. Sie wird später Newt Scamanders Schwägerin. Die Rolle wurde mit der Sängerin Alison „A Fine Frenzy“ Sudol besetzt.
Percival Graves: Ein Zauberer, den Newt Scamander während seiner Reise durch New York trifft. Der einflussreiche Auror ist in den 1920er Jahren die rechte Hand von Seraphina Picquery, der Präsidentin der amerikanischen Zaubererwelt, und er ist Leiter der Abteilung für magische Strafverfolgung des MACUSA. Während Mary Lou Barebone als fanatische Anführerin der Second Salemers die Stimmung gegen die New Yorker Zauberwelt anheizt, versucht Percival Graves, ihren Adoptivsohn Credence aufzuspüren und auf seine Seite zu ziehen. Von dem verstörten jungen Mann weiß niemand, dass er ein Zauberer ist, aber auch Percival Graves ist nicht der, für den er sich ausgibt. Percival Graves ist ein direkter Nachfahre von Gondulphus Graves, der zu den ersten zwölf Auroren gehört, die Josiah Jackson rekrutiert hatte. Die Rolle übernahm Colin Farrell.
Credence Barebone: Credence ist der mysteriöse Adoptivsohn von Mary Lou, von der er verachtet wird. Credence ist leicht zu manipulieren, als er von dem Auror Percival Graves in den Straßen New Yorks aufgespürt wird und dieser den verstörten jungen Mann hiernach unter seine Fittiche nimmt. Credence ist ein sehr mächtiger Zauberer, doch dadurch, dass er zeit seines Lebens seine Zauberkräfte unterdrückt hatte, entwickelte sich ein Obscurus – ein Wesen von dunkler, unkontrollierbarer Energie, das im Jahr 1926 die Bevölkerung von New York in Angst und Schrecken versetzt. Die Rolle wurde mit Ezra Miller besetzt.
Gellert Grindelwald: Gellert Grindelwald war vor dem Erscheinen von Lord Voldemort in der Zaubererwelt als bis dahin größter Schwarzmagier aller Zeiten berüchtigt. Der schwarze Magier war zuerst sehr eng mit Albus Dumbledore befreundet. In den 1920er Jahren geriet Gellert Grindelwald wegen seiner Verbrechen auch in die Schlagzeilen der internationalen Medien. So wurde im New York Ghost berichtet, dass die Internationale Zaubergemeinschaft ihre Suche nach Grindelwald intensiviert habe. Als sich Newt Scamander in New York aufhält, vermutet Seraphina Picquery, die Präsidentin des MACUSA, dass die Geschehnisse in der Stadt auch mit Grindelwalds Angriffen in Europa in Zusammenhang stehen. Die Rolle übernahm im ersten und zweiten Film Johnny Depp. Aufgrund skandalöser Schlagzeilen trat Depp 2020 von der Rolle des Grindelwald zurück, welche im dritten Film mit Mads Mikkelsen neu besetzt wurde.
Mary Lou Barebone: Die engstirnige Anführerin der fanatischen Second Salemers, einer Gruppe, die versucht, Hexen und Zauberer aufzuspüren und zu vernichten. Mary Lou tritt in dem Wahlkampf in New York als Demagogin auf und strebt eine Politik von Teilen und Herrschen an. Die Rolle übernahm Samantha Morton.
Modesty Barebone: Ein, wie ihr Name schon sagt, bescheidenes, geistvolles junges Mädchen von besonderer Kraft und Stille. Sie hat besondere empathische Fähigkeiten und kann tief in die Menschen hineinblicken und sie verstehen. Sie ist das jüngste Adoptivkind von Mary Lou Barebone und die Adoptivschwester von Credence und Chastity Barebone. Nach einem Casting am 11. Juli 2015 erhielt schließlich die zehnjährige Faith Wood-Blagrove diese Rolle.
Seraphina Picquery: Madam Seraphina Picquery ist eine außerordentlich begabte Hexe aus Savannah und ist, als Newt Scamander Amerika bereist, die Präsidentin des MACUSA. Die Rolle übernahm Carmen Ejogo.
Albus Dumbledore: Ein äußerst talentierter und in der internationalen magischen Gemeinschaft sehr angesehener Zauberer. Er lehrt als Professor an der Hogwarts-Schule für Hexerei und Zauberei. Er ist ein guter Freund und Verbündeter von Newt Scamander und agiert insgeheim als dessen Auftraggeber. Die Rolle wurde von Jude Law übernommen.
Leta Lestrange: Leta Lestrange war Newt Scamanders frühere große Liebe, und auch später hatte sie noch eine Art von Macht über ihn. Leta ist eine tragische Figur und eine ziemlich komplizierte Person. Die Rolle übernahm Zoë Kravitz.
Theseus Scamander: Der ältere Bruder von Newt Scamander ist ein Kriegsheld und arbeitet als Auror für das in London ansässige britische Zaubereiministerium. Er ist zu Beginn des zweiten Filmes mit Leta Lestrange, der Jugendliebe von seinem jüngeren Bruder Newt, verlobt. Die Rolle übernahm Callum Turner.
Eulalie „Lally“ Hicks: Eine alte Bekannte und Verbündete von Newt Scamander und Albus Dumbledore. Sie lehrt als Professorin an der US-amerikanischen Ilvermorny-Schule für Hexerei und Zauberei. Die Rolle übernahm Jessica Williams.

### Andere magiebegabte Wesen
Gnarlack: Ein Koboldgangster, der in Harlem ein Speakeasy für Gäste der magischen Gemeinschaft New Yorks betreibt. Er wird von Newt Scamander aufgesucht, als dieser Informationen benötigt. Die Rolle übernahm Ron Perlman.
Nagini: Ein sogenannter Maledictus – eine mit einem Blutfluch belegte Person, welche sich zuerst zeitweise und irgendwann endgültig in ein Tier verwandelt. Nagini, welche dazu verdammt ist, zukünftig zu einer Schlange zu werden, verbündet sich zunächst mit Credence Barebone und hilft ihm dabei, seine Herkunft zu ergründen. Zu einem späteren Zeitpunkt soll sie sich Tom Riddle alias Lord Voldemort anschließen und zu seiner tierischen Gehilfin werden. Die Rolle übernahm Claudia Kim.

### Individuelle Tierwesen
Frank: Ein Donnervogel, mit dem Newt Scamander nach Amerika gekommen ist, um ihn in seinen natürlichen Lebensraum Arizona zurückzubringen. Scamander hat ihn aus den Fängen von Händlern in Ägypten gerettet, weshalb Frank ihm vertraut.
Pickett: Einer von Newt Scamanders Bowtruckles, die er sich als Haustiere hält und die ihn auf seinen Reisen begleiten.
Dougal: Scamanders Demiguise, der aus seinem Koffer entkommt, als er sich in New York aufhält.
Scamanders Niffler:
Der Niffler begleitet Newt Scamander auf seinen Reisen.

## Besetzung
Während im ersten Teil der Filmreihe Eddie Redmayne die Rolle von Newt Scamander übernahm und weitere wichtige Rollen mit Katherine Waterston, Ezra Miller, Dan Fogler, Alison Sudol und Colin Farrell besetzt wurden, soll im zweiten Teil Johnny Depp eine größere Rolle spielen. Wie bereits in einem Cameo-Auftritt im ersten Teil der Filmreihe wird Depp die Rolle von Gellert Grindelwald übernehmen. Die Rolle von Leta Lestrange, Newt Scamanders verflossener Liebe, übernimmt im zweiten Film der Reihe Zoë Kravitz, die Tochter des Musikers Lenny Kravitz und der Schauspielerin Lisa Bonet.
| Rolle                 | Phantastische Tierwesen | Grindelwalds Verbrechen | Dumbledores Geheimnisse |
| --------------------- | ----------------------- | ----------------------- | ----------------------- |
| Newt Scamander        | Eddie Redmayne          | Eddie Redmayne          | Eddie Redmayne          |
| Porpentina Goldstein  | Katherine Waterston     | Katherine Waterston     | Katherine Waterston     |
| Jacob Kowalski        | Dan Fogler              | Dan Fogler              | Dan Fogler              |
| Queenie Goldstein     | Alison Sudol            | Alison Sudol            | Alison Sudol            |
| Credence Barebone     | Ezra Miller             | Ezra Miller             | Ezra Miller             |
| Gellert Grindelwald   | Johnny Depp             | Johnny Depp             | Mads Mikkelsen          |
| Seraphina Picquery    | Carmen Ejogo            | Carmen Ejogo            |                         |
| Leta Lestrange        | Zoë Kravitz             | Zoë Kravitz             |                         |
| Percival Graves       | Colin Farrell           |                         |                         |
| Mary Lou Barbone      | Samantha Morton         |                         |                         |
| Modesty Barbone       | Faith Wood-Blagrove     |                         |                         |
| Gnarlack              | Ron Perlman             |                         |                         |
| Albus Dumbledore      |                         | Jude Law                | Jude Law                |
| Theseus Scamander     |                         | Callum Turner           | Callum Turner           |
| Eulalie „Lally“ Hicks |                         | Jessica Williams        | Jessica Williams        |
| Nagini                |                         | Claudia Kim             |                         |

## Produktion

### Entstehung

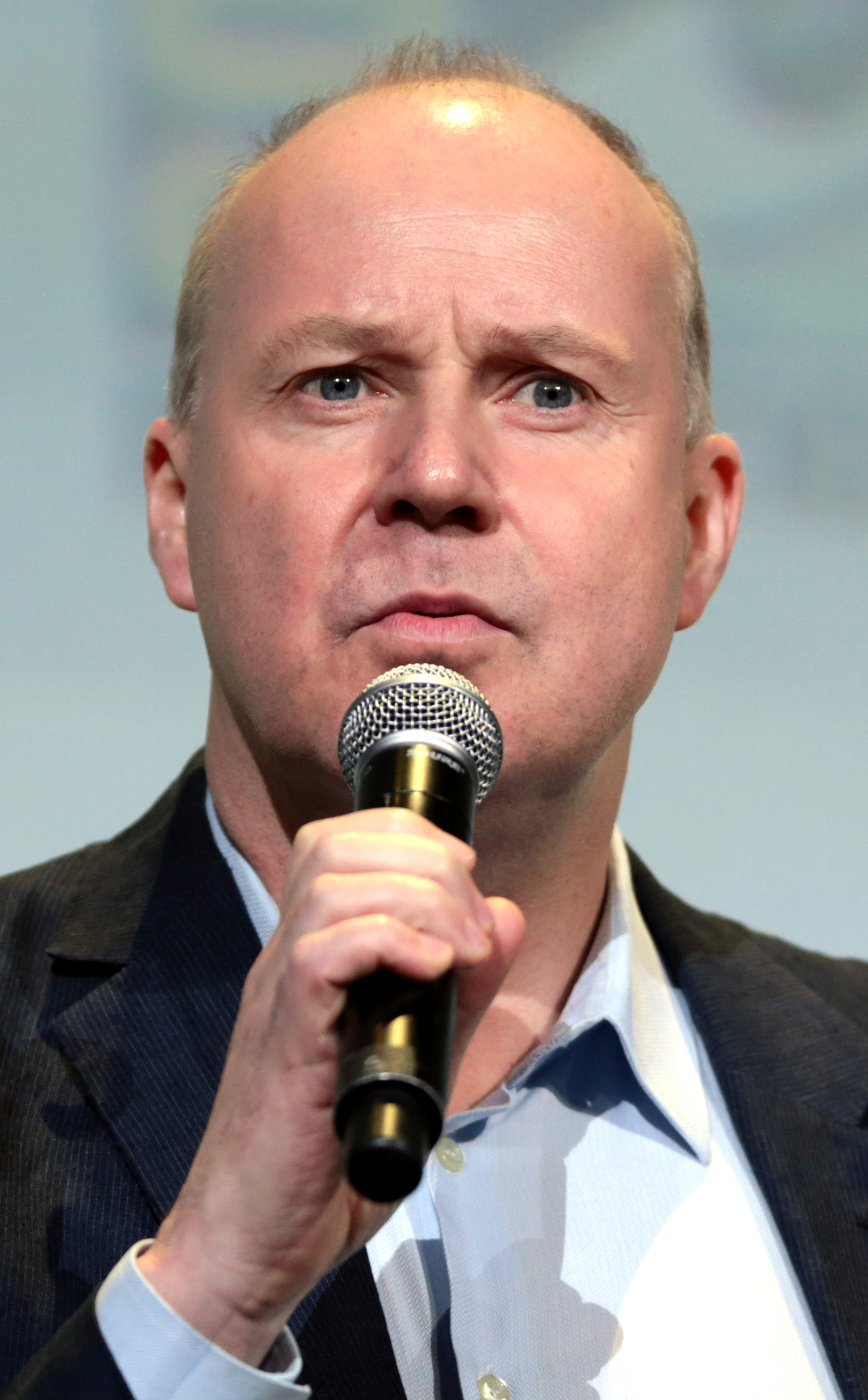
David Yates auf der Comic-Con 2016

Am 12. September 2013 ließ Warner Bros. verlauten, dass J. K. Rowling bei Phantastische Tierwesen und wo sie zu finden sind ihr Debüt als Drehbuchautorin geben wird und dies den Anfang einer geplanten Reihe von Produktionen markiert, die auf den Harry-Potter-Begleitbüchern basiert. Zu Beginn der Reihe, die in den 1920er Jahren spielt, wird das Leben des Newt Scamander beschrieben, einem Autor magischer Bücher, der 70 Jahre bevor Harry Potter nach Hogwarts kommt lebt. Der erste Film der geplanten Reihe soll jedoch weder ein Prequel noch ein Sequel zu den Harry-Potter-Romanverfilmungen darstellen.
Im Oktober 2013 wurde die Mitarbeit von David Heyman bekannt, der bereits zuvor alle Harry-Potter-Filme produzierte. Daniel Radcliffe ließ jedoch verlauten, dass er im neuesten Zauberabenteuer keine Rolle übernehmen wird.
Im Oktober 2014 gab das Studio bekannt, dass es sich bei Phantastische Tierwesen und wo sie zu finden sind um den Anfang einer Filmreihe handele, die mindestens eine Trilogie werden solle. Im Juli 2016 wurde bekannt, dass Rowling die Arbeiten am Drehbuch zum ersten Teil der Fortsetzung bereits abgeschlossen hat. Yates erklärte im September 2016, zwei Monate vor der Premiere von Phantastische Tierwesen und wo sie zu finden sind, wenn sich die Geschichte fortsetzte, wisse er schon, dass man nicht zwangsweise in Amerika bleibe. Lediglich der erste Film der Reihe spiele ausschließlich in den USA, die Fortsetzungen werden sich jedoch auch in anderen Teilen der Welt weiterentwickeln.
Im Rahmen eines Fan-Events sagte Rowling am 13. Oktober 2016, dass sie insgesamt fünf Filme in der Reihe plane. Wie Yates bei der Premiere von Phantastische Tierwesen und wo sie zu finden sind am 10. November 2016 in New York bekanntgab, wird er all diese Filme inszenieren.
Ende November 2016 verriet Eddie Redmayne, dass die Titel der Fortsetzungen einem Prinzip ähnlich wie bei der Harry-Potter-Reihe folgen sollen und den Titeln einzig gemein ist, dass sie mit Fantastic Beasts and the… beginnen. Mit Bekanntgabe des Titels der ersten Fortsetzung erwies sich dies als falsch. Die Filme beginnen jeweils mit Fantastic Beasts und erhalten einen Untertitel, der zu den jeweiligen Filminhalten passt.
Im Januar 2018 erklärte Yates, dass alle Filme der geplanten Reihe in unterschiedlichen Städten spielen sollen.

### Drehorte
Die Dreharbeiten zum ersten Film der Reihe fanden zwischen August 2015 und Januar 2016 statt. Gedreht wurde in den Warner Bros. Studios, Leavesden (England) und in Liverpool.
Die Dreharbeiten zum zweiten Film der Reihe wurden am 3. Juli 2017 ebenfalls in den Warner Bros. Studios, Leavesden begonnen.

### Begleitwerke
Im März 2016 kündigte Entertainment Weekly an, dass Rowling vor dem Kinostart die amerikanische Zaubergesellschaft und deren Geschichte und Institutionen in vier Kurzgeschichten, die mit Die Geschichte der Magie in Nordamerika überschrieben sind, genauer vorstellen will. Diese wurden ab 8. März bis 11. März 2016 über die offizielle Seite Pottermore veröffentlicht und hier auch in verschiedene Sprachen übersetzt angeboten. Die Kurzgeschichten handeln vom Zaubereiministerium und magischen Kongress der USA, von Ilvermorny, dem amerikanischen Pendant zu Hogwarts, von den Hexenprozessen von Salem und es wird die Legende der amerikanischen Ureinwohner erzählt, hierbei insbesondere die von den sogenannten Gestaltwandlern. Die Kurzgeschichten dienten der Vorbereitung der Zuschauer auf den ersten Teil und die weiteren Filme der geplanten Filmreihe.
Chris Lough kritisiert, Rowling beginne ihre Geschichte gut und auch fesselnd, doch müsse sie im weiteren Verlauf einige wahre historische Ereignisse auf den Kopf stellen und diese mit der Fiktion verbinden, was ihr an einigen Stellen gut gelinge. Sie flechte überzeugend die amerikanischen Ureinwohner des 14. Jahrhunderts ein und zeige gut verständlich Ähnlichkeiten und Unterschiede mit der europäischen Bevölkerung zu dieser Zeit auf, ohne dem Ganzen eine unnötige Komplexität hinzuzufügen, so Lough. Es sei für den Leser leicht nachvollziehbar, dass die amerikanischen Ureinwohner aufgrund ihrer allseits bekannten Geschichte eher bereit waren, Zauberer in ihre Gemeinschaft zu integrieren. Dennoch gibt Lough auch zu bedenken, dass mit Reaktionen seitens der Ureinwohner zu rechnen sei, wenn ein Schriftsteller versuche, das historische Erbe von Menschen in seine eigene fiktive Welt einzufügen.
Auch Dave Thier von Forbes hält es generell für keine schlechte Idee, die Welt von Harry Potter zu erweitern, dabei an einen amerikanischen Kontext anzupassen und spricht von einer interessanten Vorstellung zu sehen, was passiert, wenn man die britische und amerikanische Kultur mischt. Thier kritisierte jedoch nach dem Erscheinen der den Film begleitenden Kurzgeschichten im März 2016, als gebürtige Engländerin kenne Rowling die Geschichte und Kultur der Nation, über die sie schreibe, nicht gut genug und sei auch mit der Behandlung von Indianern in Amerika, mit den dortigen Geschehnissen während der Kolonialzeit und den Folgen der Segregation nur wenig vertraut. Adrienne Keene drückt ihre Kritik, besonders an der ersten Kurzgeschichte mit dem Hinweis auf das Aufgreifen etablierter Klischees und die kulturelle Aneignung der indigenen Völker durch Rowling aus: Es ist nicht „Ihre“ Welt. Es ist unsere (reale) Welt der Ureinwohner, in der Gestaltwandler-Geschichten einen Kontext, ihre Wurzeln und einen Wirklichkeitsbezug haben.
Am 26. April 2016 wurde bekannt, dass das Originaldrehbuch zum Auftaktfilm am 19. November 2016 bei Scholastic veröffentlicht und auch in einer digitalen Version über Pottermore zur Verfügung gestellt werden soll. Das Buch, das offiziell den Titel Fantastic Beasts and Where to Find Them – The Original Screenplay tragen wird, soll somit einen Tag nach der Premiere des Films als E-Book und in einer gedruckten Version erhältlich sein und neben dem kompletten Skript zum Film auch eine Reihe von magischen Kreaturen und Figuren vorstellen.

### Veröffentlichung
Der erste Film der Reihe kam am 18. November 2016 in die US-Kinos, in Deutschland bereits einen Tag früher. Der zweite Teil hatte am 8. November 2018 in Paris seine Weltpremiere. Am 15. November kam er in die deutschen Kinos, einen Tag später startete er in den USA. Teil Nummer drei startete am 8. April 2022 in den deutschen und britischen Kinos und am 15. April in den USA.

## Rezeption

### Reaktionen der Fans
Vor der Premiere des ersten Films wurde am 13. Oktober 2016 ein Fan-Event veranstaltet, bei dem sowohl in New York als auch zeitgleich in London einige der Schauspieler, der Regisseur, Rowling und der Produzent Fragen beantworteten. Zu dieser Veranstaltung wurden live vier Städte in verschiedenen Ländern zugeschaltet, wobei die Gäste dort ebenfalls Fragen zum Film stellen konnten.

### Kritiken
Der Auftaktfilm der Reihe konnte bislang 74 Prozent der Kritiker bei Rotten Tomatoes überzeugen. So meint Erin Whitney von Screencrush, auch wenn es nur schwer vorstellbar sei, dass das allseits geliebte Heldentrio aus den Harry-Potter-Filmen getoppt werden könnte, zeige Phantastische Tierwesen und wo sie zu finden sind ein Spitzenquartett von würdigen Nachfolgern, bestehend aus Newt Scamander, Jacob Kowalski und Tina und Queenie Goldstein, bei denen die Chemie stimme und die Schwung und Zauber in den Film bringen. Redmayne, so Whitney, bringe seine gewohnte Schüchternheit auf überraschend reizvolle Weise in die Rolle von Newt Scamander ein, und Foglers trottelig, aber liebenswert gespielter Jacob werde sich sicher zu einem Liebling der Fans entwickeln, der zudem im Zentrum von einigen der besten Sequenzen des Films stehe. Whitney resümiert, Rowling und Yates gelinge es, einen in eine magische Welt zu transportieren, die man nicht mehr verlassen möchte.
Matt Goldberg von Collider sagt, eine besondere Bedeutung käme im ersten Film der Reihe insbesondere Jacob zu, der einem helfe, nach acht Harry-Potter-Filmen in der magischen Welt immer wieder Neues zu entdecken. Jacob erlebe diese Welt und die darin lebenden magischen Tierwesen mit großer Verwunderung, ähnlich wie Harry Potter sie erlebt hatte. Der Unterschied jedoch sei, dass Jacob, wie der Zuschauer selbst, kein Zauberer, sondern in dieser Welt ein Außenseiter ist, der diese Wunder erlebt. Auch Malte Mansholt von Stern.de sagt, Scamanders No-Maj-Begleiter erleichtere den Zugang zur magischen Welt, und zudem sei es eine gute Entscheidung gewesen, die Handlung in den Zwanziger Jahren in New York anzusiedeln, so bleibe das Szenario frisch, ohne alles Bekannte über den Haufen zu werfen.
Die Fortsetzung Phantastische Tierwesen: Grindelwalds Verbrechen konnte hingegen nur 36 % der Kritiker auf Rotten Tomatoes überzeugen.

### Einspielergebnis
Die gesamten Einnahmen von Phantastische Tierwesen und wo sie zu finden sind aus Kinovorführungen belaufen sich bislang weltweit auf 814,04 Millionen US-Dollar. In Deutschland, wo der Film an seinem Startwochenende 911.486 Besucher verzeichnete, wurde Phantastische Tierwesen und wo sie zu finden sind bezogen auf das Einspielergebnis der erfolgreichste neugestartete Film des Jahres. Insgesamt verzeichnet der Film 3.478.808 Besucher in den deutschen Kinos.
Der Film landete in Deutschland auf Platz 6 der erfolgreichsten Filme des Jahres 2016. Weltweit befindet sich der Film auf Platz 8 der erfolgreichsten Filme des Jahres 2016. Auf der Liste der finanziell erfolgreichsten Filme aller Zeiten befindet er sich auf Platz 100 (Stand: 31. Dezember 2024).
Der zweite Teil Phantastische Tierwesen: Grindelwalds Verbrechen konnte 653,66 Millionen US-Dollar weltweit einspielen. In den deutschen Kinos sahen 3.880.723 Besucher den Film, womit er sich auf Platz 2 der Jahres-Charts 2018 befindet.
Die gesamten Einnahmen der ersten beiden Teile belaufen sich bisher auf 1,47 Milliarden US-Dollar.